# Tephrosia mexicana
Tephrosia mexicana är en ärtväxtart som beskrevs av C.E.Wood. Tephrosia mexicana ingår i släktet Tephrosia och familjen ärtväxter. Inga underarter finns listade i Catalogue of Life.